# Fuchū (Hiroshima)
Fuchū è una città giapponese della prefettura di Hiroshima.